# Eccedoxa lysimopa
Eccedoxa lysimopa är en fjärilsart som beskrevs av Edward Meyrick 1933. Eccedoxa lysimopa ingår i släktet Eccedoxa och familjen Lecithoceridae. Inga underarter finns listade i Catalogue of Life.